# Alexander Wassiljewitsch Poehl
Alexander Wassiljewitsch Poehl (russisch Александр Васильевич Пель, russisch Pel, auch Pehl zitiert; * 27. Februar 1850 in Sankt Petersburg; † 28. August 1908 in Berlin) war ein deutscher Apotheker und Chemiker in Sankt Petersburg.

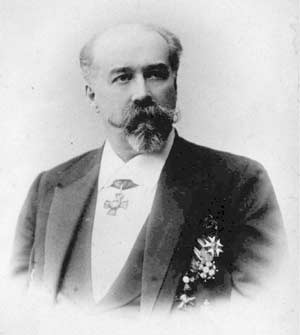
Alexander Poehl

Die Poehls wanderten als Handwerker Anfang des 19. Jahrhunderts aus Perleberg nach Russland ein. Die Poehl-Apotheke war in der zweiten Hälfte des 19. Jahrhunderts die bekannteste Apotheke in Sankt Petersburg. Der Vater von Alexander, Wilhelm (Wassili) Poehl (russisch Василий Васильевич Пель, 1820–1903) hatte sie 1848 gekauft und 1871 wurde sie Hofapotheke.
Alexander Poehl ging auf das Privatgymnasium Dr. Wiedemann in Sankt Petersburg und die dortige Reformierte Kirchenschule. 1869 bis 1872 besuchte er die Kaiserliche Medizinisch-Chirurgische Akademie in Sankt Petersburg mit dem Abschluss eines Provisors und Magisters der Pharmazie 1873 (damit war in Russland die Lehrberechtigung an Universitäten in diesem Fach verbunden und er arbeitete ab 1873 als Gerichtssachverständiger für Gifte). 1876 wurde er in Gießen promoviert (Anwendung optischer Hilfsmittel bei der gerichtlich-chemischen Ermittlung von Pflanzengiften). Er übernahm die Apotheke seines Vaters 1875 und richtete dort ein Labor ein. Er war auch Wissenschaftler und die Apotheke wurde zu einem Zentrum wissenschaftlicher Forschung. 1880 folgte die Magisterprüfung in Chemie in Dorpat und 1882 wurde er dort in Chemie promoviert. Er starb auf einer Konferenz in Berlin.
1918 wurde die Apotheke verstaatlicht. Sie existiert noch heute als Museum (ab 1983).
Poehl lehrte an der St. Petersburger Militärakademie für Medizin und erhielt 1886 eine Ehrenprofessur an der Kaiserlichen Medizinischen Akademie. 1878 bis 1892 war er im medizinischen Beirat des Innenministeriums.
Er gründete 1982 die Zeitschrift für medizinische Chemie und Pharmazie (ab 1900 Zeitschrift für medizinische Chemie und Organotherapie, 1913 eingestellt).
Er war Hofrat. 1884 wurde er in den erblichen Adelsstand erhoben. 1883 erhielt er den Wladimirorden 4. Klasse.
Poehl forschte und publizierte über 150 Arbeiten (in Russisch, Deutsch, Französisch) in analytischer, medizinischer und forensischer Chemie. Auf ihn soll das Einschweißen steriler Injektionslösungen in Glasampullen zurückgehen.

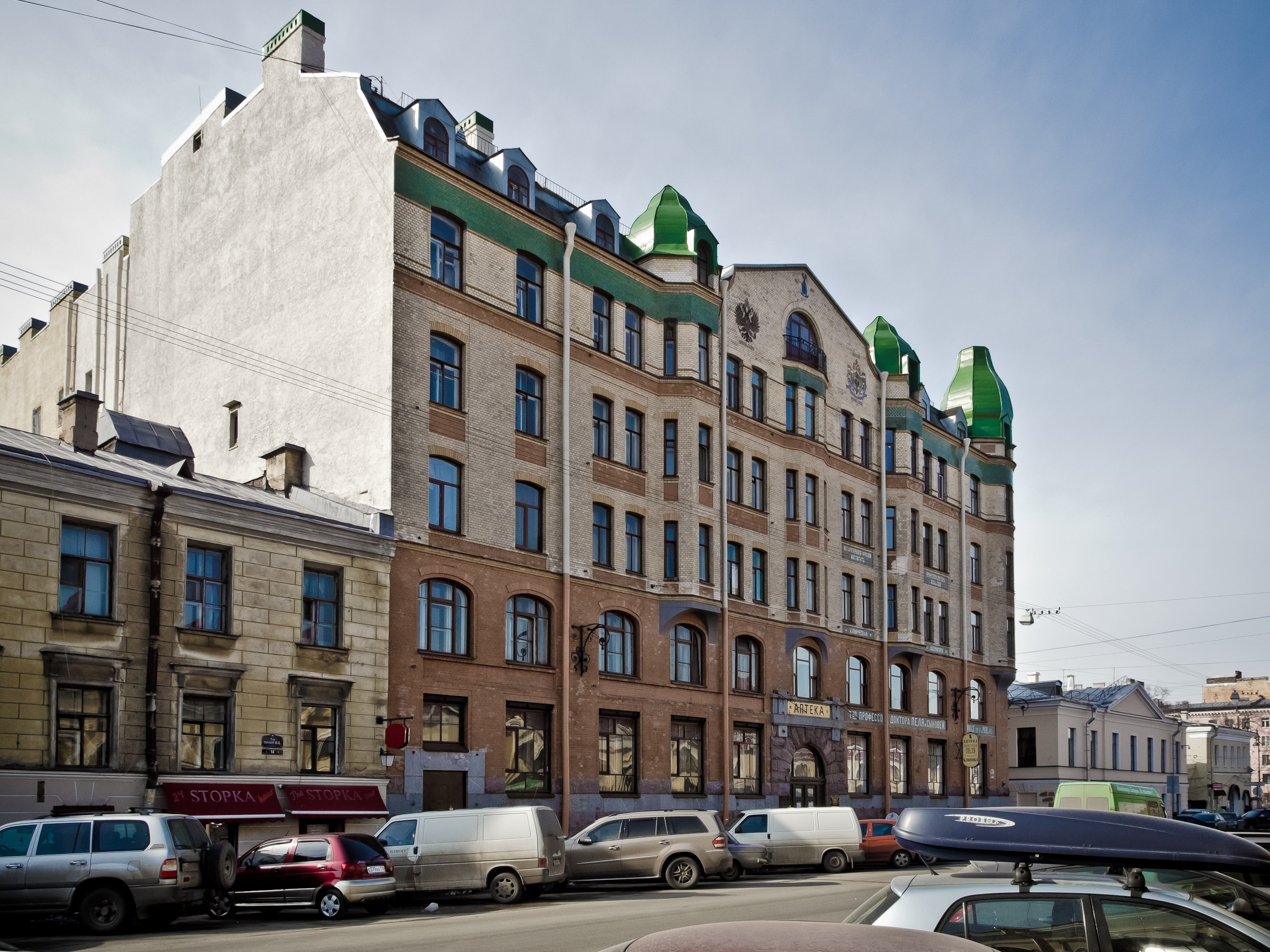
Poehl-Apotheke, Sankt Petersburg 2011, Adresse russisch 7-я линия, 16

Seine Söhne Richard von Poehl (1877–1947), ein Chemiker, und der Arzt Alfred von Poehl (1878–1950) wurden ebenfalls Wissenschaftler. Die Poehls hatten noch bis 1927 eine Apotheke mit organtherapeutischem Zentrum und pharmazeutischer Fabrik sowie Filialen in Nischni Nowgorod und Nowosibirsk. Danach wanderten die Angehörigen größtenteils wieder aus.